# Altomonte
Altomonte es una comuna de la provincia de Cosenza, en la región de Calabria, Italia.

## Geografía
Altomonte yace sobre un promontorio a unos 490 metros sobre el nivel del mar. Una parte de su territorio está en la llanura, bañada por los ríos Esaro, Grondi y Fiumicello, y otra parte está en la colina con lo que posee una amplia vista panorámica. Está a unos 60 km de Cosenza y 32 de Castrovillari. Hacia el norte limita con Lungro, al este con Firmo, Castrovillari y San Lorenzo del Vallo, al sur con Roggiano, Mottafollone y San Sosti, y al oeste con San Donato di Ninea y Acquaformosa. La superficie del territorio de Altomonte es de unos 65,29 km², de la cual la mayor parte está cubierta por variados tipos de cultivos como trigo, cebada, legumbres y hortalizas, cítricos y huertos. También es posible encontrar numerosos olivares y viñedos autóctonos que producen el vino blanco balbini, muy elogiado por Plinio el Viejo.

## Patrimonio Artístico y Monumental
Dentro del patrimonio que Altomonte ofrece, cabe destacar su iglesia, llamada Santa Maria della Cosolazione.

## Economía
La economía de Altomonte es fundamentalmente agrícola, donde predomina el cultivo del olivo y de la vid.

## Demografía
| Gráfica de evolución demográfica de Altomonte entre 1861 y 2001 |
|                                                                 |
| Fuente ISTAT - elaboración gráfica de Wikipedia                 |

- Datos: Q53826
- Multimedia: Altomonte / Q53826

1. ↑  Worldpostalcodes.org, código postal n.º 87042.
2. ↑  «Codici Catastali». Comuni-italiani.it (en italiano). Consultado el 29 de abril de 2017.